# Химичен строеж
Химичният строеж на дадено химично съединение е неговата молекулярна геометрия, а понякога и определянето на електронния ѝ строеж. Чрез определянето на молекулярната геометрия се намират дължините, кратността и характера на връзките в съединението и валентните ъгли. Намирането на електронната структура на химичното съдинение определя хибридните състояния на атомине в него и молеулните орбитали.

## История
Първите структурни теории са развити от Кекуле, Арчибалд Купър и Бутлеров около 1858 г. Те първи приемат, че молекулите на химичните съединения не са случайни струпвания на атоми и функционални групи, а краен брой от атоми и атомни групи с определена геометрия и валентност, като те взаимно си влияят и определят пряко свойствата на молекулата.